# بزباز (عسلوية)
بزباز (بالفارسية: بزباز) هي قرية تقع في إيران في قسم عسلوية الريفي. يقدر عدد سكانها بـ 2286 نسمة بحسب إحصاء 2016.